# Henry Øberg
Henry Verner Øberg, né le 18 août 1931 et mort le 23 novembre 2011 à l'âge de quatre-vingts ans, est un arbitre norvégien de football des années 1960 et 1970. Il est international dès 1966. 

## Carrière
Il officie dans des compétitions majeures : 
- Coupe de Norvège de football 1968 (finale)
- JO 1972 (2 matchs)